# Sphenomorphus llanosi
Sphenomorphus llanosi este o specie de șopârle din genul Sphenomorphus, familia Scincidae, descrisă de Taylor 1919. A fost clasificată de IUCN ca specie cu risc scăzut. Conform Catalogue of Life specia Sphenomorphus llanosi nu are subspecii cunoscute.